# Муриальдо
Муриальдо (итал. Murialdo) — коммуна в Италии, располагается в регионе Лигурия, в провинции Савона.
Население составляет 873 человека (2008 г.), плотность населения составляет 23 чел./км². Занимает площадь 37 км². Почтовый индекс — 17010. Телефонный код — 019.
Покровителем коммуны почитается  священномученик Лаврентий, празднование 10 августа.

## Демография
Динамика населения:

## Города-побратимы
- Швайх, Германия (1994)

## Администрация коммуны
- Официальный сайт: http://www.comunemurialdo.it/